# Autariates

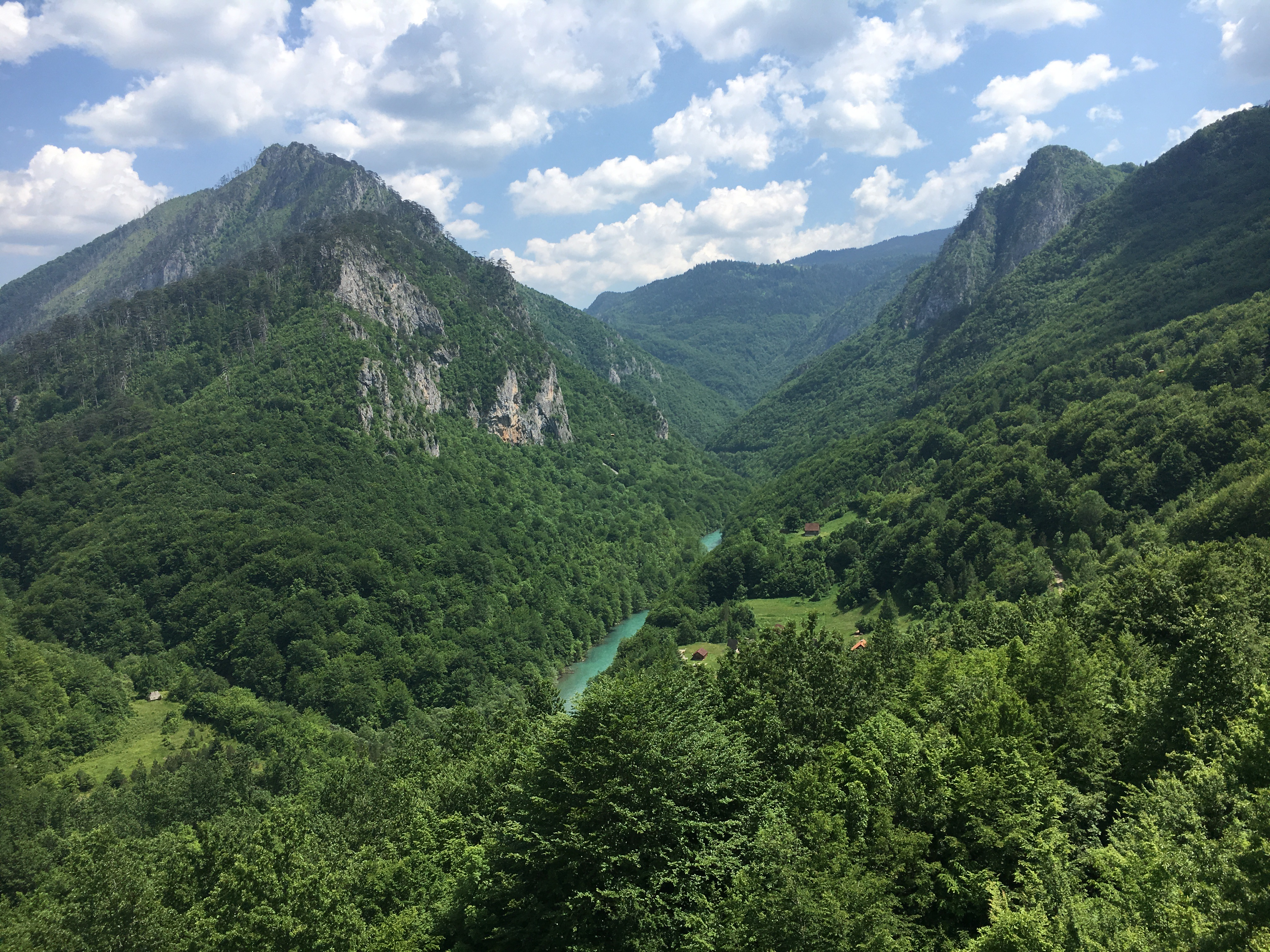
El canó del riu Tara a Durdevica Tara, Montenegro. Es creu que el nom de Tara està relacionat amb els autariates, el territori dels quals incloïa la vall del riu en l'antiguitat

Els autariates (en grec antic: Αὐταριᾶται, Autariatai, en llatí: Autariatae) eren un poble il·liri que vivia entre les valls del Lim i del Tara, més enllà de les muntanyes Prokletije, i la vall del Morava occidental. El seu territori se situava terra endins des de la tribu il·líria dels vardeis i el llac Skadar, i s'estenia cap a l'est fins a Dardània i cap al nord o nord-est fins a la tribu dels tribal·lis.
Juntament amb els vardeis i els dardanis, els autariates els esmenta Estrabó en la seua Geografia com un dels tres pobles il·liris més grans i valerosos  dels Balcans preromans. Segons l'historiador grec, van governar sobre altres pobles tracis i il·liris, però els van destruir els escordiscs primer, i els romans després. Després de la derrota soferta durant la invasió celta dels Balcans en el segle iv abans de la nostra era, una part dels autariates que es quedaren a Bòsnia van adoptar la cultura celta més endavant. Una altra part es va desplaçar cap al sud i, després d'un acord amb el Regne de Macedònia, 20.000 es van assentar a la serralada de Belasica, a les terres frontereres entre el sud-est de la moderna de Macedònia del Nord, el nord de Grècia i el sud-oest de Bulgària.

## Nom
Un poble il·liri nomenat Αὐταριᾶται, Autariatai, apareix registrat per primera volta en el Periple de Pseudo-Escílax, datat de mitjan segle iv ae. Segons una tradició mitològica relatada per Apià (segle ii, els autariates descendien d'un progenitor comú anomenat Autari, un dels fills d'Il·liri, l'avantpassat epònim de tots els pobles il·liris. El nom autariates s'ha relacionat amb l'hidrònim i orònim Tara. Es considera que el riu Tara i la muntanya Tara es trobaven en territori autariata.

## Història
Els pobles autariates es van unificar en una única entitat política entre el segle vi ae i el IV ae. Van començar a expandir-se cap a l'est, cap a territoris controlats pels tribal·lis. A més a més, es van estendre cap al sud, i derrotaren els ardieus, els seus antics rivals, en lluites pel control de pastures i "les salines existents entre els seus territoris limítrofs". Les activitats dels autariates entre el segle VI ae i el V ae van influir profundament en els pobles directament afectats per la seua expansió. Els ardieus foren desplaçats cap a les costes i els tribal·lis cap a l'est. L'expansió dels autariates els va permetre aconseguir el control hegemònic d'una part de l'interior de la península balcànica. La classe dirigent de la societat autariata arribà al cim de la seua evolució politicoeconòmica amb els nombrosos túmuls i tombes reials de gran luxe creats durant el segle v ae.
Segons relata l'historiador de l'antiguitat Flavi Arrià, els autariates foren una de les tres tribus il·líries que van fer la guerra contra Alexandre el Gran durant la seua campanya balcànica del 335 ae. Tot i que els historiadors moderns solen suposar que els autariates i els il·liris del sud van emprendre un atac conjunt contra els macedonis, Arrià no ho afirma pas explícitament. Informa que Alexandre va rebre notícies d'una revolta dirigida per l'il·liri Clitos, ajudat per Glàucies, rei dels taulantis, mentre els autariates es preparaven per a emboscar per força el príncep de Macedònia durant l'absència d'Alexandre. L'aliat macedoni Langaros, rei dels agrians, amb l'aprovació d'Alexandre va envair el territori dels autariates i n'impedí l'atac a Macedònia. Alexandre no va pas esperar el final del conflicte de Langaros, i es va dirigir ràpidament cap al sud. Langaros escometé per sorpresa els autariates i en saquejà les terres. Després de la seua victòria, Langaros va tornar al seu regne amb un ric botí. Segons una interpretació moderna, el relat d'Arrià sobre l'objectiu dels autariates d'atacar Macedònia degué introduir-se per escrit com a pretext per a justificar la incursió de Langaros contra els autariates. La demanda del rei agrià d'assaltar els autariates hauria estat concedida per Alexandre perquè el rei macedoni el considerava un aliat digne de confiança. Arrià esmenta en els seus relats que els autariates eren una tribu sense rei. També afirma que Langaros els va descriure com la tribu "menys bel·licosa", d'altra banda aquesta afirmació es contradiu amb els relats d'Estrabó, que descriu els autariates com una tribu de conqueridors en expansió.
Apià (95 - 165) escriu que els vardeis foren destruïts pels autariates i que aquests tenien poder marítim. També informa que els autariates foren castigats per Apol·lo per assaltar l'oracle piti juntament amb els celtes cimbres, moment després del qual van emigrar a les terres dels getes a prop de la tribu dels bastarnes. Aquesta podria ser una explicació de perquè els autariates "van desaparéixer" després del 310 ae, segons Wilkes.
Es creu que els autariates i els escordiscs es fusionaren en una sola tribu a la vall del Baix Morava, després del 313 ae, ja que les excavacions mostren que els dos grups van realitzar soterraments en el mateix camp exacte de tombes de Pecine, a prop de Kostolac. Nou tombes d'autariates que daten del segle iv ae i tombes disperses d'autariates i celtes al voltant d'aquestes tombes, demostren que els dos grups es van barrejar en lloc de fer-se la guerra i això va donar lloc al fet que la vall inferior del Morava es convertís en una zona d'interacció tracio-celta-il·líria.

## Cultura
Una pràctica habitual dels autariates consistia a matar les persones febles i ferides. Amb això es pretenia evitar que aquests individus caiguessen en mans dels enemics. Aquesta pràctica potser estigué motivada per la creença supersticiosa que l'enemic, en beure la sang dels presoners i menjar parts dels seus cossos que contenien les seues virtuts, es faria encara més fort i adquiriria un poder especial sobre tot el poble dels autariates.